# Euphyia paulae
Euphyia paulae là một loài bướm đêm trong họ Geometridae.